# برد رش عليا
برد رش عليا هي قرية في مقاطعة خوي، إيران. عدد سكان هذه القرية هو 471 في سنة 2006.